# Mațoșîn, Jovkva
Mațoșîn (în ucraineană Мацошин) este o comună în raionul Jovkva, regiunea Liov, Ucraina, formată numai din satul de reședință.

## Demografie
Componența lingvistică a comunei Mațoșîn
     Ucraineană (99,89%)
     Alte limbi (0,11%)
Conform recensământului din 2001, majoritatea populației comunei Mațoșîn era vorbitoare de ucraineană (99,89%), existând în minoritate și vorbitori de alte limbi.